# Ашихмин, Андрей Станиславович
Андрей Станиславович Ашихмин (бел. Андрэй Станіслававіч Ашыхмін; род. 2 декабря 1974, Гродно) — белорусский футболист, вратарь; тренер вратарей.

## Карьера
Воспитанник гродненского клуба «Белкард», за который начал выступать на профессиональном уровне в 1992 году. В 1998 году перешёл в брестское «Динамо». Дебютировал за клуб 9 июня 1998 года в матче против минского «Торпедо», пропустив 5 безответных мячей. На протяжении нескольких сезонов в клубе оставался резервным вратарём, также имея опыт выступления во второй команде брестчан. В 2000 году футболист перешёл в «Лиду», где на протяжении сезона был уже основным вратарём. В 2002 году перешёл в гродненский «Неман», в котором выступал лишь за дублирующий состав.
В 2003 году футболист перешёл в бобруйскую «Белшину». Дебютировал за клуб 8 мая 2003 года в матче Кубка Беларуси против минского «Локомотива». Первый матч за клуб в Высшей лиге сыграл 12 мая 2003 года против «Гомеля». Выступал за клуб на протяжении 2 сезонов, оставаясь преимущественно резервным вратарём. В 2005 году футболист вернулся в гродненский «Неман». Футболист выступал в клубе вплоть до конца сезона 2009 года, после чего завершил карьеру профессионального футболиста.

## Тренерская карьера
В январе 2010 года футболист вступил в должность тренера вратарей в гродненском «Немане». В октябре 2015 года покинул клуб. В январе 2016 года пополнил тренерский штаб тульского «Арсенала». В июне 2016 года покинул клуб. В августе 2016 года стал тренером вратарей в «Ислочи». В декабре 2016 года тренер на аналогичную должность перешёл в минское «Динамо».
В 2017 году тренер вернулся в «Ислочь» в качестве тренера вратарей. В апреле 2019 года Ашихмин получил тренерскую лицензию УЕФА категории «PRO». В мае 2019 года пополнил также тренерский штаб юношескую сборную Беларуси до 19 лет. В сентябре 2019 года получил лицензию категории «А» УЕФА для тренеров вратарей. В январе 2021 года в роли ассистента главного тренера присоединился к тренерскому штабу молодёжной сборной Беларуси. Также Ашихмин стал работать в структуре АБФФ в роли одного из инструкторов. В декабре 2021 года продлил свою тренерскую лицензию.